# 陶尔罗什
陶尔罗什，是匈牙利巴兰尼亚州所辖的一个村。总面积5.29平方公里，总人口121，人口密度22.9人/平方公里（2011年1月1日）。